# Alexandre Vincens
Pour les articles homonymes, voir Vincens.
Alexandre Vincens-Valz, né en 1725 à Nîmes et mort en 1794 à Nîmes, est un notable et érudit écrivain nîmois du XVIIIe siècle.

## Biographie
Né à Nîmes en 1725 dans une famille protestante aisée, décédé en 1794 dans cette même ville. Il est le père des députés Jean-César Vincens-Plauchut et de Jacques Vincens-Saint-Laurent.
Il fut professeur de rhétorique au Collège royal de Nîmes fondé notamment par Salomon Baux.
Également membre de l'Académie de Nîmes, il rédige de nombreux travaux littéraires.
C'est lui et la famille de sa femme qui achetèrent en 1793 le Couvent des Ursulines dans le vieux Nîmes pour le laisser à la disposition des protestants et en faire un lieu de culte : le "Petit Temple".
Membre dès l’été 1790 du « Club des Amis de la Constitution » qui est alors le maitre absolu de la ville de Nîmes, du district et du département du Gard. Son règne durera jusqu’à l’écrasement du fédéralisme (dont Alexandre Vincens-Valz est partisan).

## Sources
- Augustin-François de Silvestre, Notice biographique sur M. Vincens-Saint-Laurent, 1826